# Il volo del calabrone (romanzo)
Il volo del calabrone (Hornet Flight) è un romanzo di Ken Follett del 2002, incentrato sulla resistenza danese all'occupazione nazista durante la seconda guerra mondiale, e pubblicato in Italia nel 2003 dalla Mondadori.

## Trama
Intercettazioni di combattimento

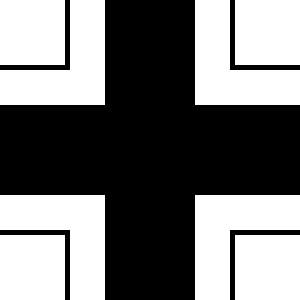
Coccarda della Luftwaffe fino al 1945

Coccarda della Royal Air Force

I bombardieri britannici effettuano delle missioni di guerra in territorio tedesco; inspiegabilmente vengono intercettati con grande anticipo di tempo e precisione dalla contraerea nazista. Dopo innumerevoli perdite umane e sconfitte militari, il primo ministro inglese, Churchill, incarica l'agente segreto Digby Hoare di risalire al meccanismo, umano o tecnologico, che permette all'avversario di anticipare i movimenti alleati.
Per ottenere le informazioni, Hoare si rivolge a Hermia Mount, anche lei appartenente al servizio segreto, già impiegata nell'ambasciata britannica in Danimarca e fidanzata con un pilota militare, Arne Olufsen. Si sospetta infatti che il nemico possa avere un sofisticato mezzo di intercettazione, situato appunto nel paese appena invaso dalle truppe tedesche. Hermia ha continui contatti con la Danimarca, avendo contatti con il gruppo, la "Ronda di notte", che rappresenta la prima formazione di resistenti danesi.
Uno studente eroico
In Danimarca, nel frattempo, sull'Isola di Sande vive la famiglia Olufsen. Il padre, un pastore protestante, severo ed onesto, la madre mite e lavoratrice, il figlio maggiore, Arne, pilota militare, e Harald, brillante studente con grandi capacità manuali e una propensione per la fisica.
Harald è un inventore e un fervente antinazista. Rientrando con la sua moto a vapore verso casa rimane appiedato. Deciso ad accorciare il proprio cammino verso casa, si intromette in una nuova base militare tedesca costruita sull'isola. Individua così un apparato di controllo, formato da tre strutture contigue. Harald immagina che siano dei sofisticati radar, uno con la funzione di individuazione di aerei nemici, l'altro di inseguimento degli stessi, e l'ultimo con funzione di guida per la contraerea amica.
Contatti con la resistenza
Harald è desideroso di venire in contatto con la resistenza danese. Durante una prova di volo del suo collegio, viene accompagnato da un pilota esperto, amico del fratello, Poul Kirke, che è anche il comandante del gruppo segreto della Ronda di notte. Venuto a conoscenza della scoperta del ragazzo, Kirke svela la sua identità e Harald inizia a collaborare con lui, disegnandogli la disposizione e la struttura dell'apparato individuato casualmente.
Incontro con l'amore
Invitato da un compagno di studi a trascorrere un fine settimana a casa sua, Harald ne conosce la sorella, Karen Duchwitz, figlia di un facoltoso banchiere ebreo. Attratto dai modi fieri e sinceri della ragazza, Harald se ne innamora. Scopre però che Karen è fidanzata con Poul Kirke.
Un poliziotto
Peter Flemming è un ispettore della polizia di Copenaghen. Figlio di un facoltoso albergatore di Sande, è in contrasto con la famiglia degli Olufsen da lungo tempo, a causa di un'umiliazione inferta dal padre di Harald e Arne ai suoi genitori. La moglie è divenuta cerebrolesa a causa di un incidente e l'impunità del colpevole, appartenente ad una ricca famiglia danese, porta il giovane poliziotto a simpatizzare per l'ordine imposto dagli occupanti nazisti. Desideroso di mettersi in luce nei confronti dei comandanti della Gestapo locali, scopre il sistema di trasmissione delle informazioni della resistenza verso l'Inghilterra. Giunto alla base aerea per arrestare Poul Kirke, in compagnia della fedele assistente Tilde Jespersen, uccide il pilota durante il suo tentativo di fuga.
Rientro in Danimarca
Morto Kirke la resistenza non ha più un punto di riferimento; per ovviare a questo problema, Hermia decide di rientrare clandestinamente in Danimarca, dopo avere ottenuto conferma della presenza di una base segreta tedesca in terra danese. Incontratasi segretamente con Arne, suo fidanzato, gli affida l'incarico di scoprire la posizione e l'utilizzo di questa base. Non sarà però Arne, sospettato da Flemming e sorvegliato, ma Harald ad entrare nuovamente nella base, scattando delle fotografie delle postazioni ricercate.
Morte di Arne

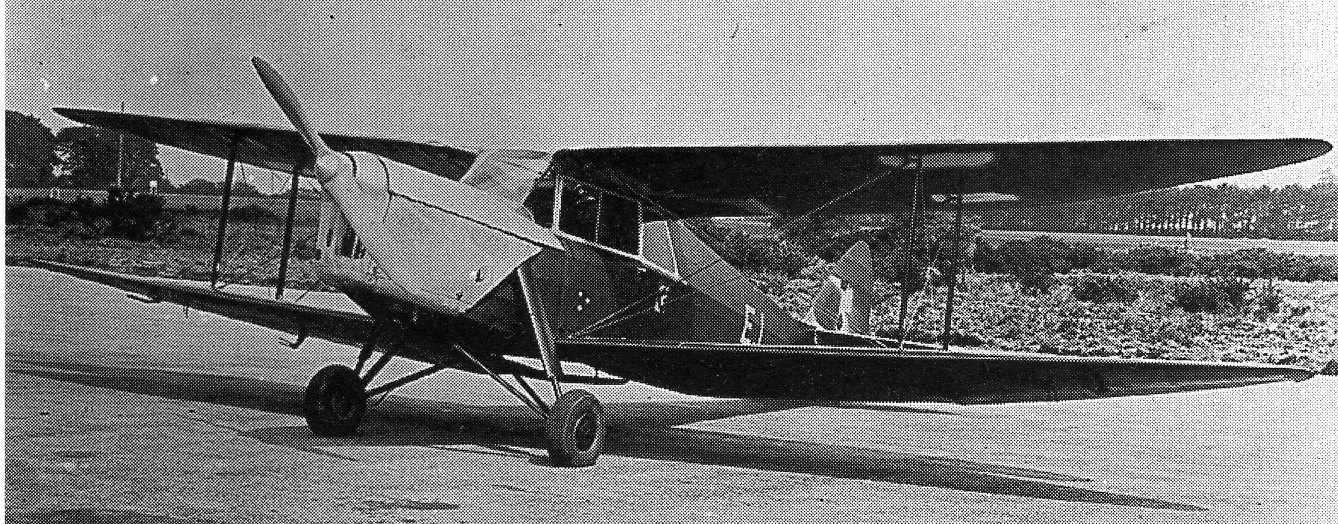
Un modello di aereo Hornet Moth

Sorvegliato dalla polizia danese, Arne viene individuato da Flemming, che lo cattura. Per timore di tradire il fratello sotto tortura, si toglie la vita.
Hornet Moth
Harald, dopo un duro contrasto con il padre, si è rifugiato segretamente nel granaio di casa Duchwitz. All'interno del quale, nel corso di una precedente visita, aveva scoperto un aereo, un Hornet Moth, abbandonato ma ancora funzionante. Karen, venuta a conoscenza della presenza di Harald nella villa, decide di aiutarlo, essendo anche lei innamorata del ragazzo.
La fuga
Scoperti da Tilde, che nel frattempo ha iniziato un rapporto tumultuoso con Peter, i due ragazzi decidono di partire alla volta di Londra, per portare le informazioni all'intelligence britannica. Durante il decollo l'automobile di Peter si scontra con un serbatoio di benzina e il poliziotto muore nel rogo.
Epilogo
Harald e Karen riescono ad atterrare in Gran Bretagna, consegnano le informazioni a Digby Hoare, e propongono un piano di incursione studiato dal giovane danese, che sortisce ottimi risultati in combattimento. L'URSS è entrata in guerra, con gli alleati, e le incursioni in terra tedesca riescono a distogliere parte delle forze di occupazione naziste in terra russa. Churchill incarica quindi Harald e Karen di rientrare in Danimarca per creare un nuovo gruppo di resistenza all'occupazione nazista.

## Personaggi principali

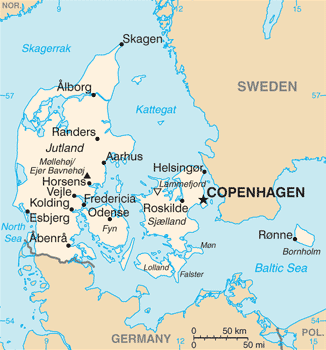
Carta geografica della Danimarca

- Harald Olufsen: studente danese attivo nella resistenza del suo paese.
- Karen Duchwitz: ballerina e figlia di un ricco banchiere ebreo, nonché sorella di un compagno di studi di Harald. S'innamora di quest'ultimo, ricambiata, e partecipa ai movimenti di resistenza.
- Digby Hoare: agente dei servizi segreti britannici, risponde direttamente al primo ministro Churchill.
- Arne Olufsen: fratello di Harald, pilota dell'aeronautica militare.
- Hermia Mount: agente del servizio segreto britannico, fidanzata di Arne Olufsen e direttamente impegnata nell'organizzazione della Ronda di notte, movimento di resistenza.
- Peter Flemming: agente della polizia di Copenaghen e sostenitore dell'occupazione nazista.
- Tilde Jespersen: collega di squadra di Peter Flemming, è di lui innamorata e lo fiancheggia nelle sue azioni, pur non essendo sostenitrice dell'occupazione nazista.
- Poul Kirke: pilota dell'aeronautica militare, amico di Arne e comandante del gruppo "Ronda di notte".

## Edizioni
- Ken Follett, Il volo del calabrone, traduzione di Annamaria Raffo, collana Oscar Mondadori Bestsellers, Arnoldo Mondadori, 2003,  p. 433.